# Plecoglossus altivelis
El ayu (鮎, 香魚 o 年魚?) (Plecoglossus altivelis) es un pez migratorio, la única especie del género Plecoglossus y de la familia Plecoglossidae. Es una especie emparentada con los eperlanos, en el orden Osmeriformes. Nativo de la ecozona paleártica, vive en ríos, lagos y aguas costeras desde el oeste de Hokkaidō en Japón hasta la Península de Corea, China y Taiwán.
Es llamado también como “pez dulce” debido al sabor de su carne. Debido a que su período de vida es de un año, es llamado nengyo (年魚?   ”pez de un año”). El ayu es el pez de la prefectura de Gunma.

## Sistemática
El ayu de Ryukyu (Plecoglossus altivelis ryukyuensis) es una subespecie del ayu, endémica en las islas Ryukyu: es mucho más pequeño, con una longitud total de alrededor 14 cm. La IUCN clasifica a esta subespecie como especie en peligro de extinción.

## Ecología y usos

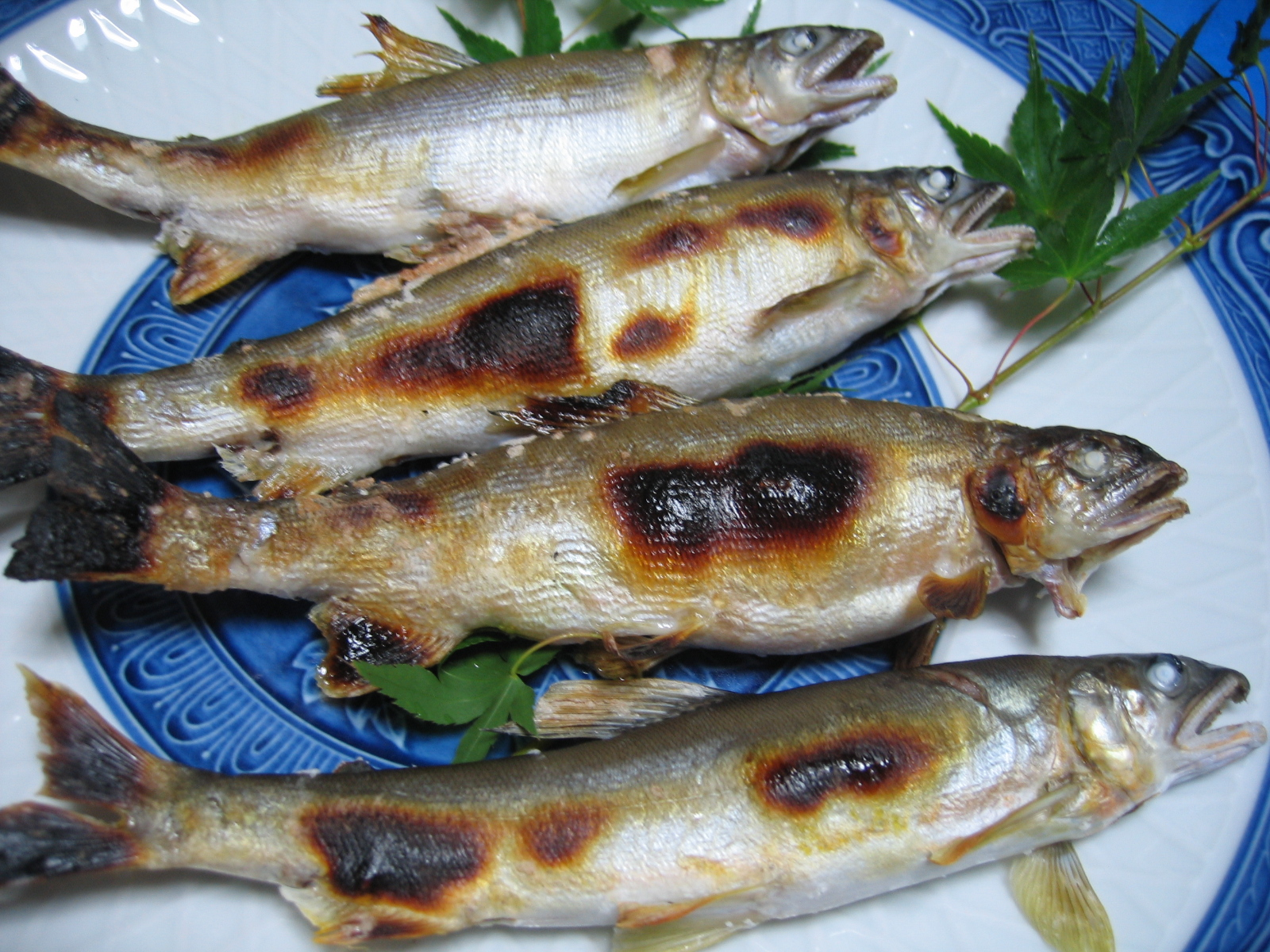
Ayu no shioyaki (ayu asado con sal).

Siendo omnívoro, el ayu se alimenta de algas, crustáceos, insectos, esponjas y gusanos. También son animales muy territoriales. Los adultos ascienden de las aguas costeras a las corrientes inferiores de los ríos para desovar en la primavera, la mayoría mueren después del primer desove. Las larvas descienden al mar luego de romper el cascarón. 
El ayu es un pez comestible, consumido en el Este de Asia. Su carne tiene un sabor dulce y distintivo con un “aroma a melón y pepino”. Por lo tanto su precio es elevado. Los principales métodos de captura del ayu es mediante la pesca aérea, usando una trampa, y mediante pesca con señuelos conocido en Japón como ayu-no-tomozuri. El señuelo es un ayu vivo insertado en el anzuelo, y este nada cuando se le introduce al agua. Esto altera el territorio de los otros ayu, provocando el asalto de los peces al “intruso” y se realiza la captura de estos. Este método ha sido muy criticado por la crueldad que se le realiza al cebo.
Los pescadores japoneses también atrapan los ayu con un método tradicional, con la pesca con cormoranes ( 鵜飼 ukai?). En el río Nagara, en donde los cormoranes japoneses (Phalacrocorax capillatus) son usados por los pescadores, causa la atracción de visitantes de todo el mundo. Los cormoranes japoneses son domesticados y entrenados para este propósito. Las aves atrapan los ayu, los guardan en sus buches y se los entregan a los pescadores.